# Krai de Stávropol
El krai de Stávropol (en ruso: Ставропольский край, Stavropolski krai) es uno de los nueve krais que, junto con los cuarenta y siete óblast, veintidós repúblicas, cuatro distritos autónomos y tres ciudades federales, conforman los ochenta y cinco sujetos federales de Rusia. Su capital es la homónima Stávropol.

## Geografía
El krai de Stávropol rodea la parte central del Cáucaso y la mayoría de las vertientes del norte del Cáucaso Mayor. Limita con el óblast de Rostov, el krai de Krasnodar, Kalmukia, Daguestán, Chechenia, con Osetia del Norte-Alania, Kabardino-Balkaria y Karacháyevo-Cherkesia.

## Ciudades principales
- Stávropol
- Pyatigorsk
- Kislovodsk
- Nevinnomyssk
- Yessentukí
- Mijáilovsk
- Minerálnye Vody
- Gueórguievsk
- Budiónnovsk
- Izobilny
- Svetlograd
- Goryachevodski (asentamiento de tipo urbano)
- Zelenokumsk
- Blagodarny

### Horario
El krai de Stávropol está situado en la zona horaria de Moscú (MSK/MSD). El desfase respecto el UTC es +0300 (MSK).